# Вільямена
Вільямена (ісп. Villamena) — муніципалітет в Іспанії, у складі автономної спільноти Андалусія, у провінції Гранада. Населення — 1031 особа (2010).
Муніципалітет розташований на відстані близько 380 км на південь від Мадрида, 21 км на південь від Гранади.
На території муніципалітету розташовані такі населені пункти: (дані про населення за 2010 рік)
- Кончар: 282 особи
- Косвіхар: 749 осіб

## Демографія
Динаміка населення (INE ):

## Галерея зображень

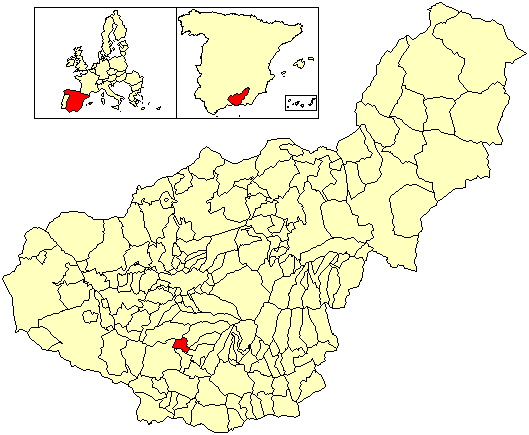
Розташування муніципалітету у провінції Гранада
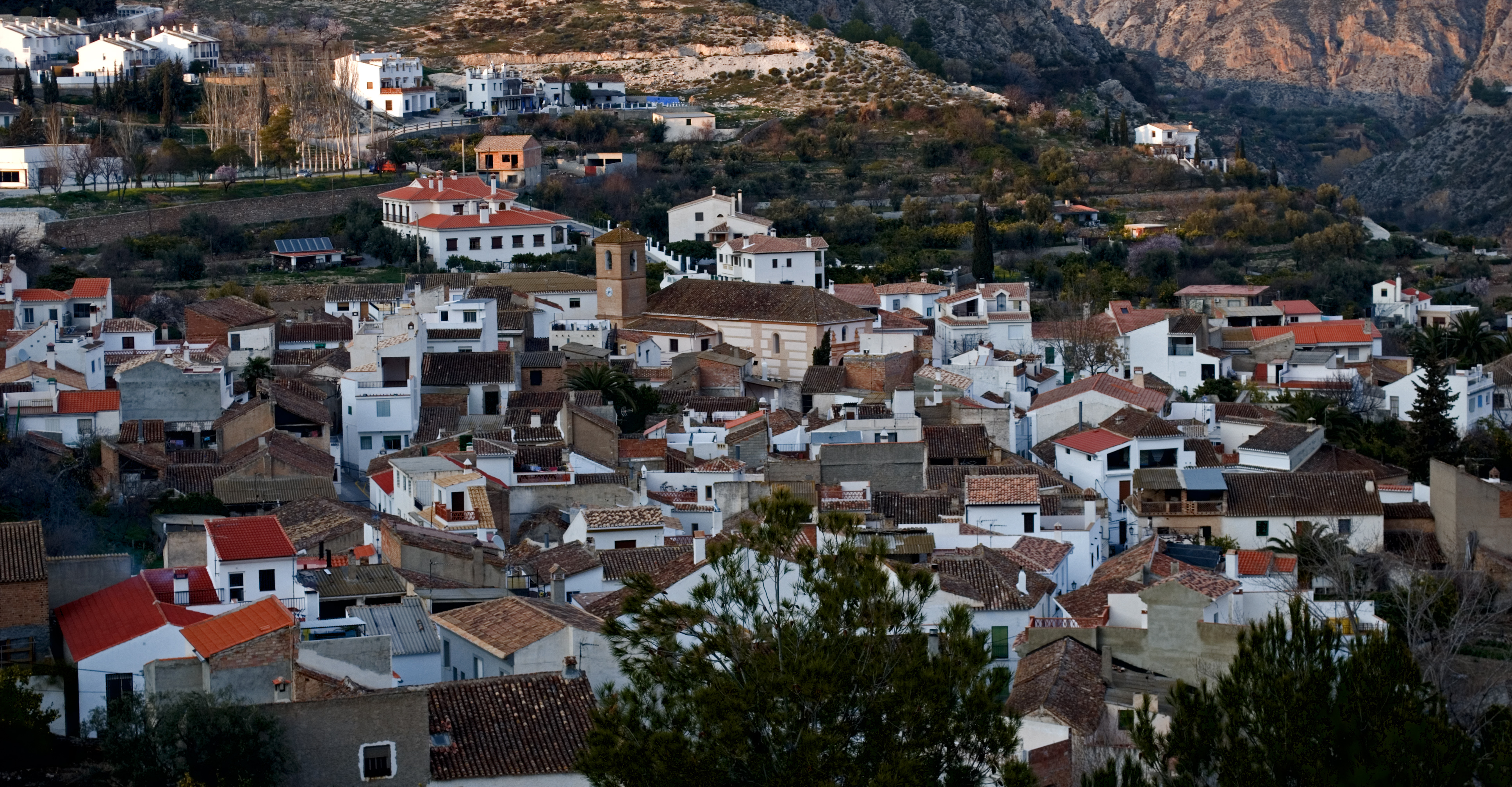
Кончар
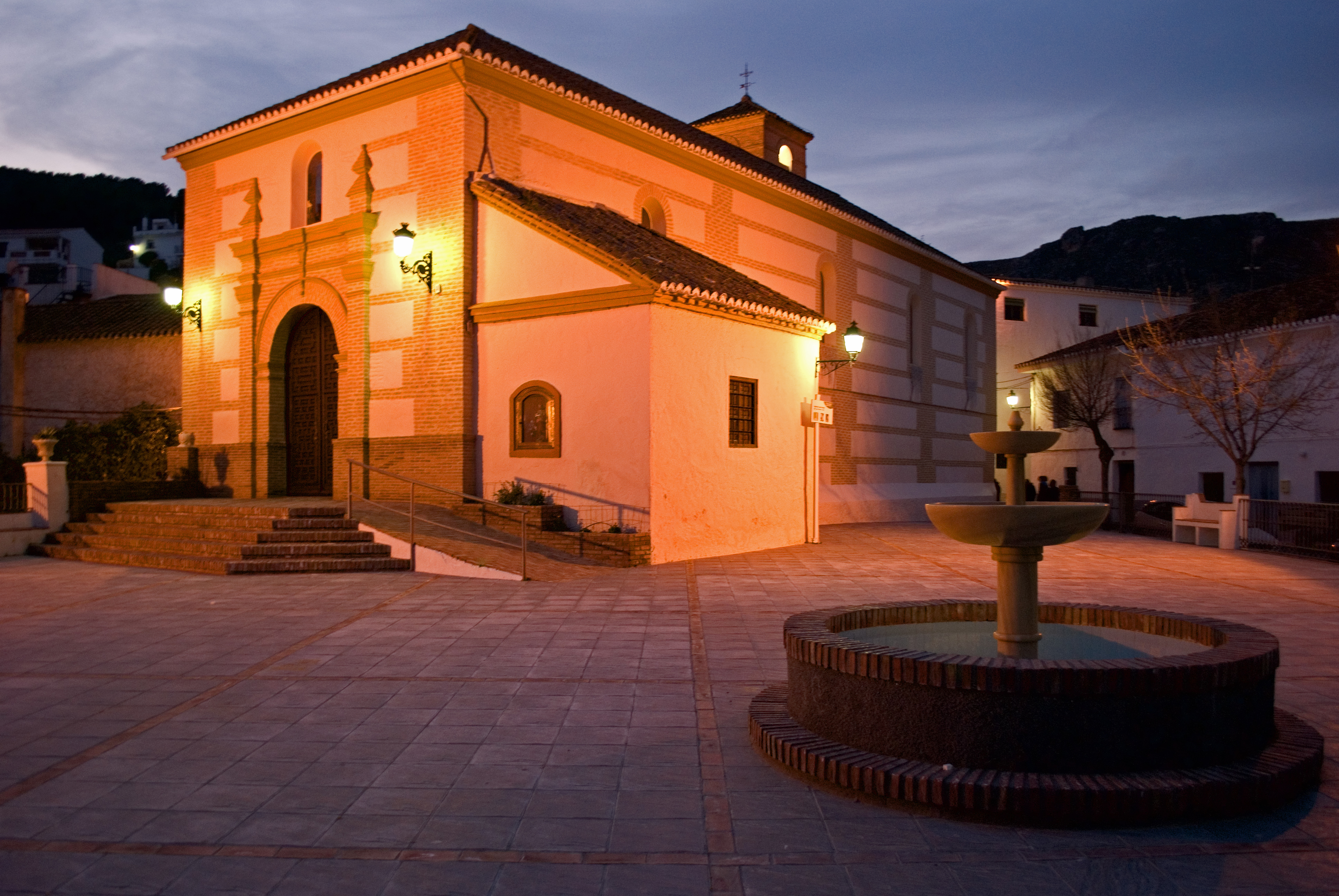
Пласа-Майор і церква Сан-Педро у Кончарі